# Amblydoras nheco
Amblydoras nheco — вид роду Amblydoras родини Бронякові ряду сомоподібних. Раніше був відомий під назвою Merodoras nheco й зараховувався до монотипового роду Merodoras.

## Опис
Загальна довжина досягає 7 см. Голова помірно широка і трохи сплощена зверху. Має 3 пари вусиків, 1 — на верхній щелепі, 2 — на нижній. Тулуб витягнутий. Бічна лінія переривчаста. Уздовж неї тягнуться колючі щитки, що розташовані посередині пластин і спрямовані до черева. Спинний плавець високий, гладенький, з короткою основою. Спинний та грудні плавці мають колючий промінь. Хвостовий плавець усічений, зазубрений.

## Спосіб життя
Біологія погано вивчена. Є бентопелагічною рибою. Воліє прісних водойм. Цей сом активний у присмерку або вночі. Вдень ховається біля дна. Живиться дрібними безхребетними, зокрема червами.

## Розповсюдження
Мешкає у водоймах Бразилії, зокрема у Ріу-Негру (басейн річки Парагвай).